# Almfelt
Almfelt är en svensk adelsätt, som härstammar från Peter Almqvist (1700–1765), regementspastor från Almby socken. Almqvist söner  Lorens Peter (1739–1807) och Lorens Axel Fredrik (1743–1801) adlades 13 september 1772 under namnet Almfelt.
Den 31 december 2022 var 9 personer med efternamnet Almfelt bosatta i Sverige.